# Erasmus Hornick
Erasmus Hornick I., také Hornich nebo Aßmus Hörnlein (1520 Antverpy – mezi 1.-15. říjnem 1583 Praha) byl rytec, zlatník a designér doby renesance a manýrismu, slezského původu.

## Život
Podle etymologie příjmení mohl rod Hornicků pocházet z Německa, Pruska (Horn, Hornick, Hörnlein = Roh, Růžek), ale nejpravděpodobněji ze zemí České koruny (Horník, Hurník). Již starší literatura znala místo narození Antverpy a rok narození 1510, tvorbu kladla do let 1555-1583 Další bádání identifikovalo Erasmova otce Mauritia Hornicka, vratislavského obchodníka, činného ve službách polského krále Zikmunda I., a proto odvodilo jako místo narození Vratislav, přesídlení do Antverp pak kladlo do let 1540-1550. Podle posledního archivního bádání se Erasmus narodil obchodníku Mauritiu Hornichovi a jeho nizozemské manželce Marii Doydensové v Antverpách, tam se také roku 1543 vyučil zlatníkem v dílně Reyniera van Jaersvelt (žil v letech 1604-1575). Následovala vandrovní léta a tovaryšská služba v Itálii a jižním Německu. Jeho příbuzný Hans Hornick (psal své jméno také Hurník) a byl v Antverpách šperkařem.
Roku 1555 se Erasmus Hornick oženil v Augsburgu s Afrou Haugovou. V letech 1555-1559 tam pracoval jako tovaryš, proto nebyl v tamním cechu evidován.. Do Norimberka přesídlil v roce 1559, kdy získal měšťanské právo. Pracoval opět jako zlatník a rytec a roku 1563 obdržel mistrovské právo. V letech 1565-1582 bydlel v Augsburgu a přátelsky se stýkal se sochařem Gregorem Erhartem a Hansem Holbeinem mladším. Roku 1570 se podruhé oženil, s Magdalénou Hartmannovou.
1. září roku 1582 nastoupil Erasmus Hornick jako komorní zlatník císaře Rudolfa II. na Pražském hradě s měsíčním platem 6 zlatých po dobu následujících pěti měsíců. To byl poloviční plat, než jaký dostávali Paulus van Vianen či Jan Vermeyen. Silke Reiterová z toho usuzuje, že Hornick nepracoval jako zlatník, ale jen jako návrhář. Mezi první a druhou výplatou, tj. 1.-15. října 1583 zemřel. Není jasné, kolik a které návrhy vytvořil v Praze.

## Dílo
- Lichtenštejnský kodex, neúplné album návrhových kreseb; Univerzitní muzeum umění Princeton, chybějící listy v dalších světových sbírkách
- Kodex č. 199, Bavorská státní knihovna Mnichov, 60 návrhů na zlatnické předměty (nádobí, flakóny, atp.) z knihovny bavorského kurfiřta Wilhelma
- Kodex č. 30d v původní kožené vazbě, 1 titulní list a 99 kreslených návrhů na nádobí a náčiní; Univerzitní knihovna Hamburg
- Juan de Borja: Empresas morales a la S. C. R. M. del Rey don Phelipe, nuestro seńor dirigadas... vytiskl Jiří Nigrin, císařská knihtiskárna Rudolfa II. v Praze 1581, [7]; nejstarší španělská kniha emblémů, které spolu s titulním listem v mědirytech vytvořil Hornick.
- Přes 800 jednolistů grafických návrhů na stolní nádobí a náčiní, na šperky a galanterii, ale i figurální alegorie, personifikace či emblémy. Většina z nich je signována EH a provedena technikou mědirytu, další v leptu, vzácné jsou perokresby stínované křídou[8].

## Sbírky
Grafické návrhy nebo kresby se dochovaly v mnoha světových sbírkách: Univerzitní muzeum Princeton, Albertina Vídeň, Státní muzea Berlín, Britské muzeum a Victoria and Albert Museum Londýn, Bavorská státní knihovna Mnichov, Germánské národní muzeum Norimberk, Metropolitní muzeum New York (12 listů), Kanadská národní galerie v Ottawě (tři listy), Uměleckoprůmyslové museum v Praze, aj.

### Galerie

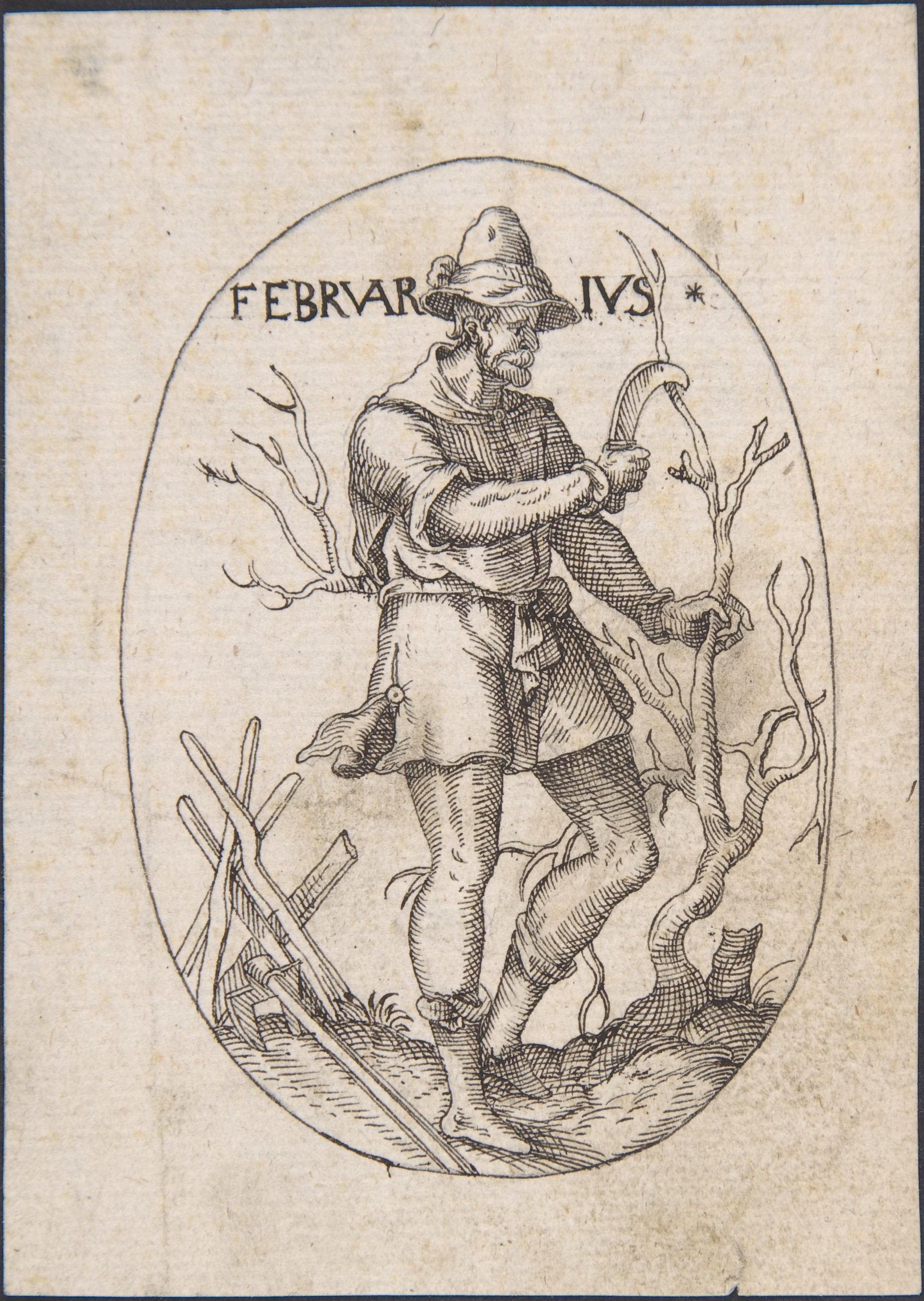
Práce měsíce února
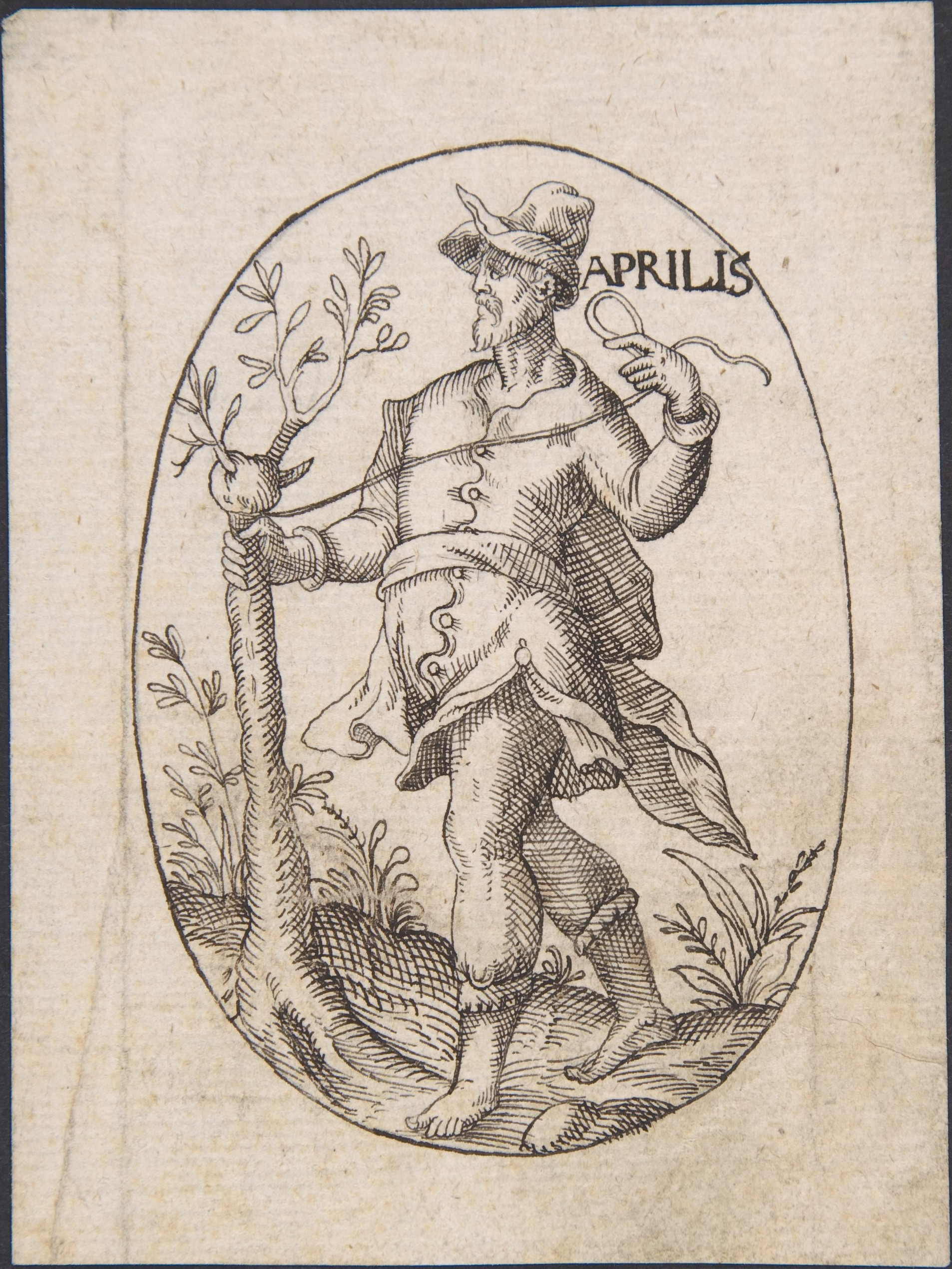
Práce měsíce dubna
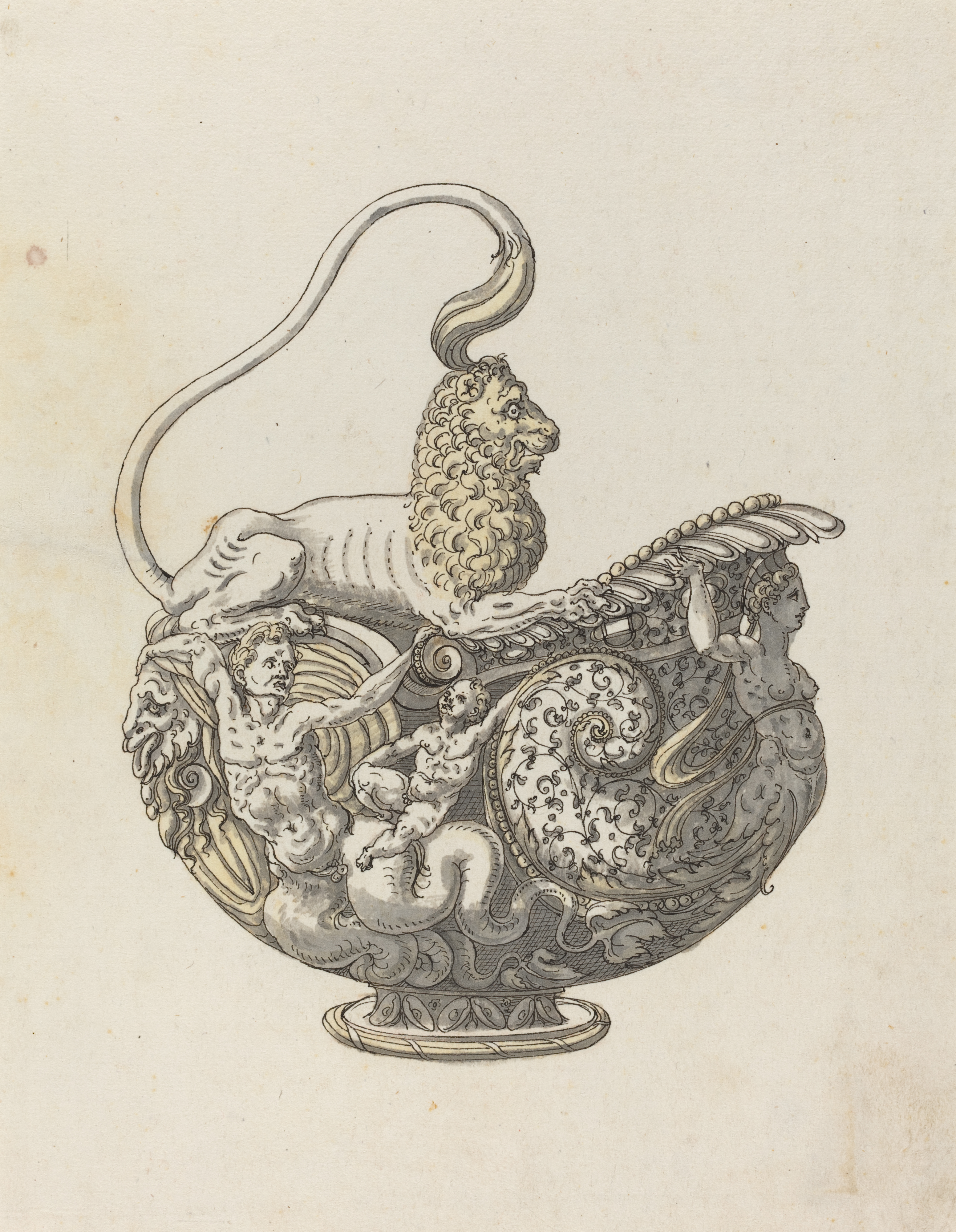
Návrh na konvici
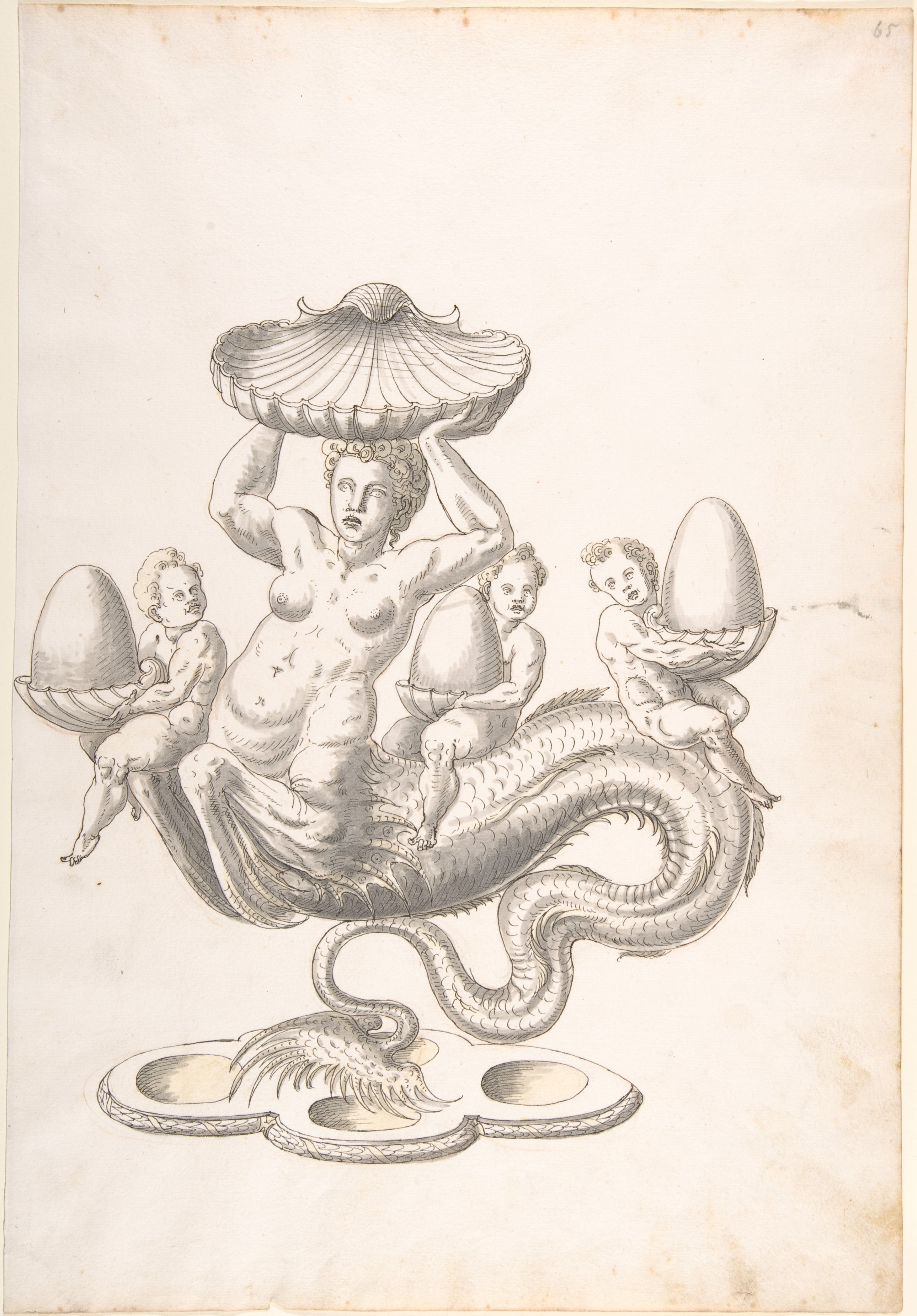
Kalíšky na vejce a slánka
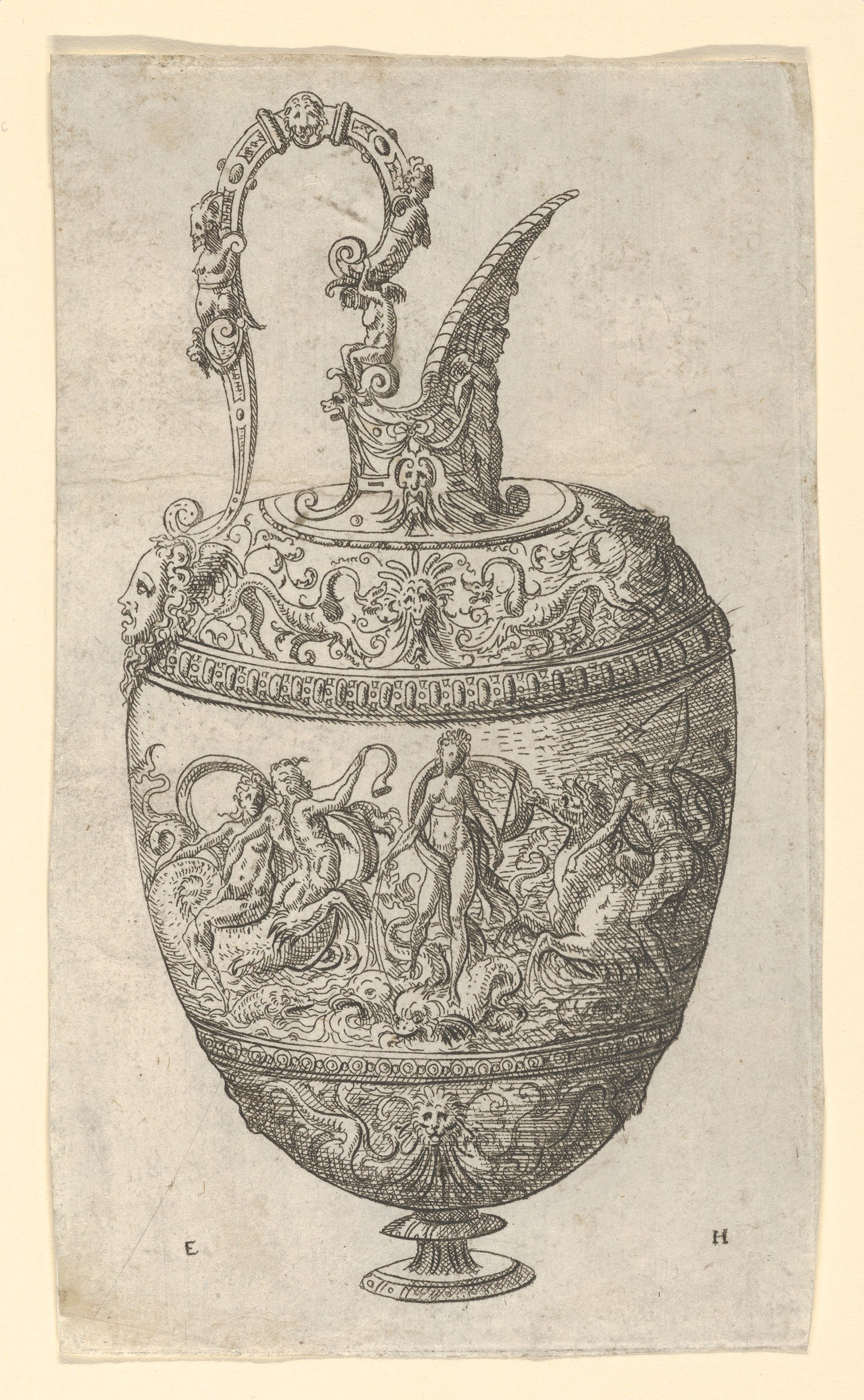
Návrh na džbán
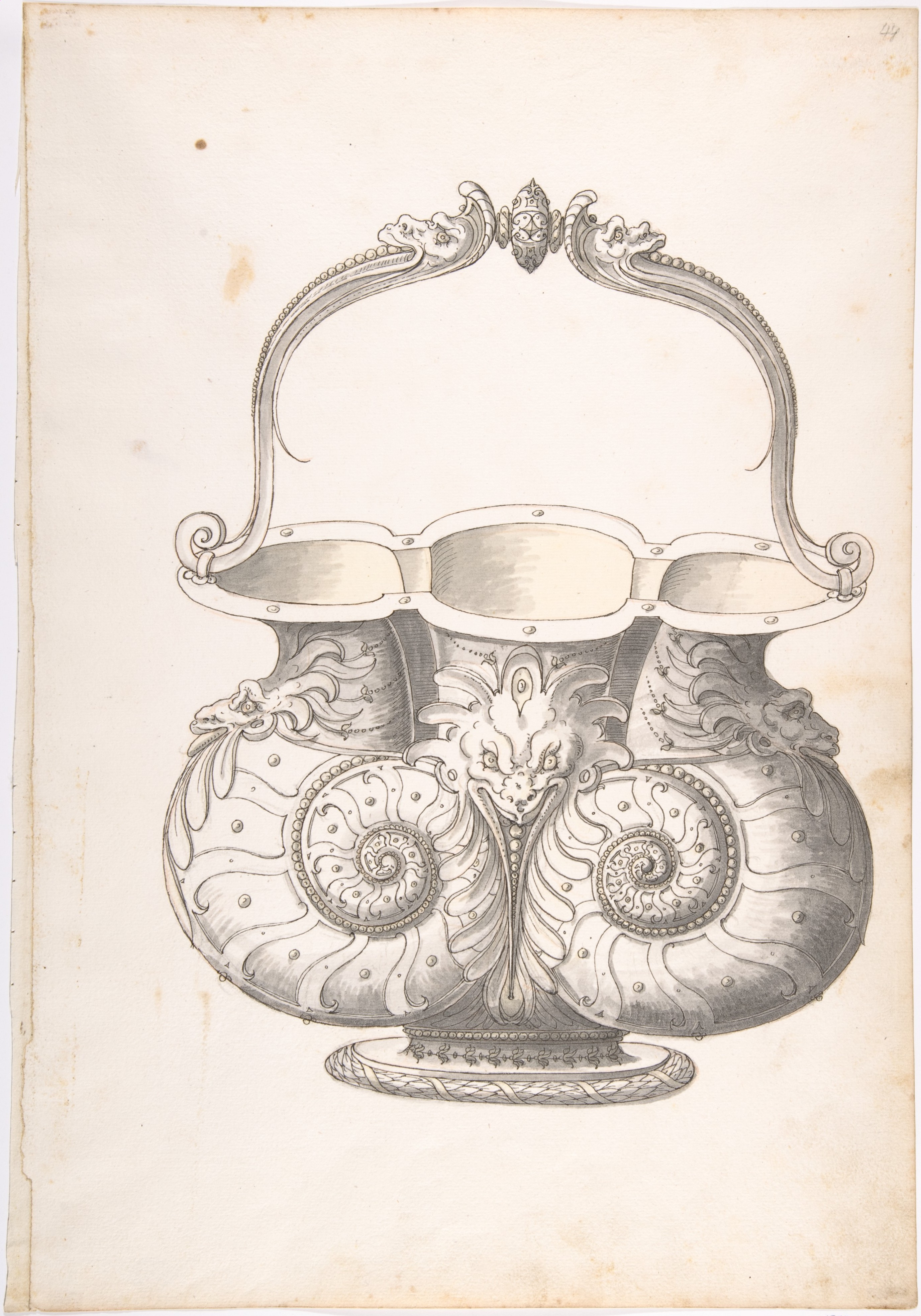
Návrh na kotlík
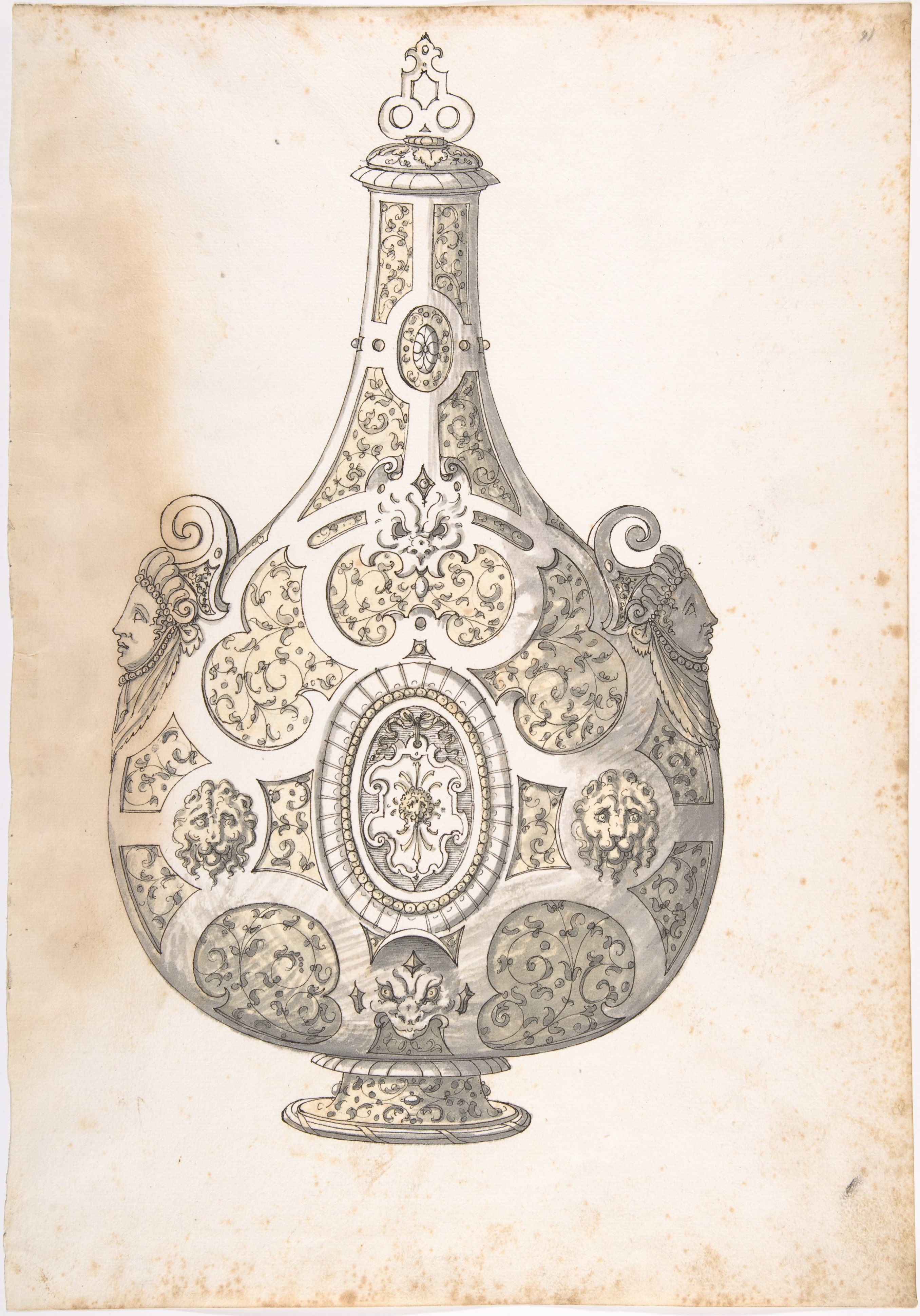
Návrh na láhev